# Eclose-Badinières
Eclose-Badinières est une commune française située dans le département de l'Isère, en région Auvergne-Rhône-Alpes.
Cette commune nouvelle a été créée le 1er janvier 2015 par la fusion de deux communes voisines : Eclose et Badinières.

## Géographie

### Situation et description
Située dans la partie septentrionale du département de l'Isère, dans la région naturelle des Terres froides, la commune est adhérente à la Communauté d'agglomération Porte de l'Isère dont le siège est fixé à L'Isle d'Abeau.

### Communes limitrophes
| Tramolé                  | Les Éparres          | Châteauvilain  |
| Sainte-Anne-sur-Gervonde | Éclose-Badinières    | Châteauvilain  |
| Châtonnay                | Champier / Flachères | Biol / Belmont |

### Climat
Pour des articles plus généraux, voir Climat d'Auvergne-Rhône-Alpes et Climat de l'Isère.
En 2010, le climat de la commune est de type climat océanique altéré, selon une étude du Centre national de la recherche scientifique s'appuyant sur une série de données couvrant la période 1971-2000. En 2020, Météo-France publie une typologie des climats de la France métropolitaine dans laquelle la commune est exposée à un climat de montagne ou de marges de montagne et est dans la région climatique Alpes du nord, caractérisée par une pluviométrie annuelle de 1 200 à 1 500 mm, irrégulièrement répartie en été.
Pour la période 1971-2000, la température annuelle moyenne est de 10,1 °C, avec une amplitude thermique annuelle de 17,4 °C. Le cumul annuel moyen de précipitations est de 1 088 mm, avec 9,9 jours de précipitations en janvier et 6,9 jours en juillet. Pour la période 1991-2020, la température moyenne annuelle observée sur la station météorologique de Météo-France la plus proche, « Bourgoin », sur la commune de Bourgoin-Jallieu à 10 km à vol d'oiseau, est de 12,4 °C et le cumul annuel moyen de précipitations est de 844,0 mm,. Pour l'avenir, les paramètres climatiques de la commune estimés pour 2050 selon différents scénarios d'émission de gaz à effet de serre sont consultables sur un site dédié publié par Météo-France en novembre 2022.

## Urbanisme

### Typologie
Au 1er janvier 2024, Eclose-Badinières est catégorisée commune rurale à habitat dispersé, selon la nouvelle grille communale de densité à sept niveaux définie par l'Insee en 2022.
Elle est située hors unité urbaine et hors attraction des villes,.

### Occupation des sols
L'occupation des sols de la commune, telle qu'elle ressort de la base de données européenne d’occupation biophysique des sols Corine Land Cover (CLC), est marquée par l'importance des territoires agricoles (80,6 % en 2018), une proportion sensiblement équivalente à celle de 1990 (79,8 %). La répartition détaillée en 2018 est la suivante : 
terres arables (39,4 %), prairies (22,1 %), zones agricoles hétérogènes (19,1 %), forêts (13,3 %), zones urbanisées (6,1 %). L'évolution de l’occupation des sols de la commune et de ses infrastructures peut être observée sur les différentes représentations cartographiques du territoire : la carte de Cassini (XVIIIe siècle), la carte d'état-major (1820-1866) et les cartes ou photos aériennes de l'IGN pour la période actuelle (1950 à aujourd'hui).

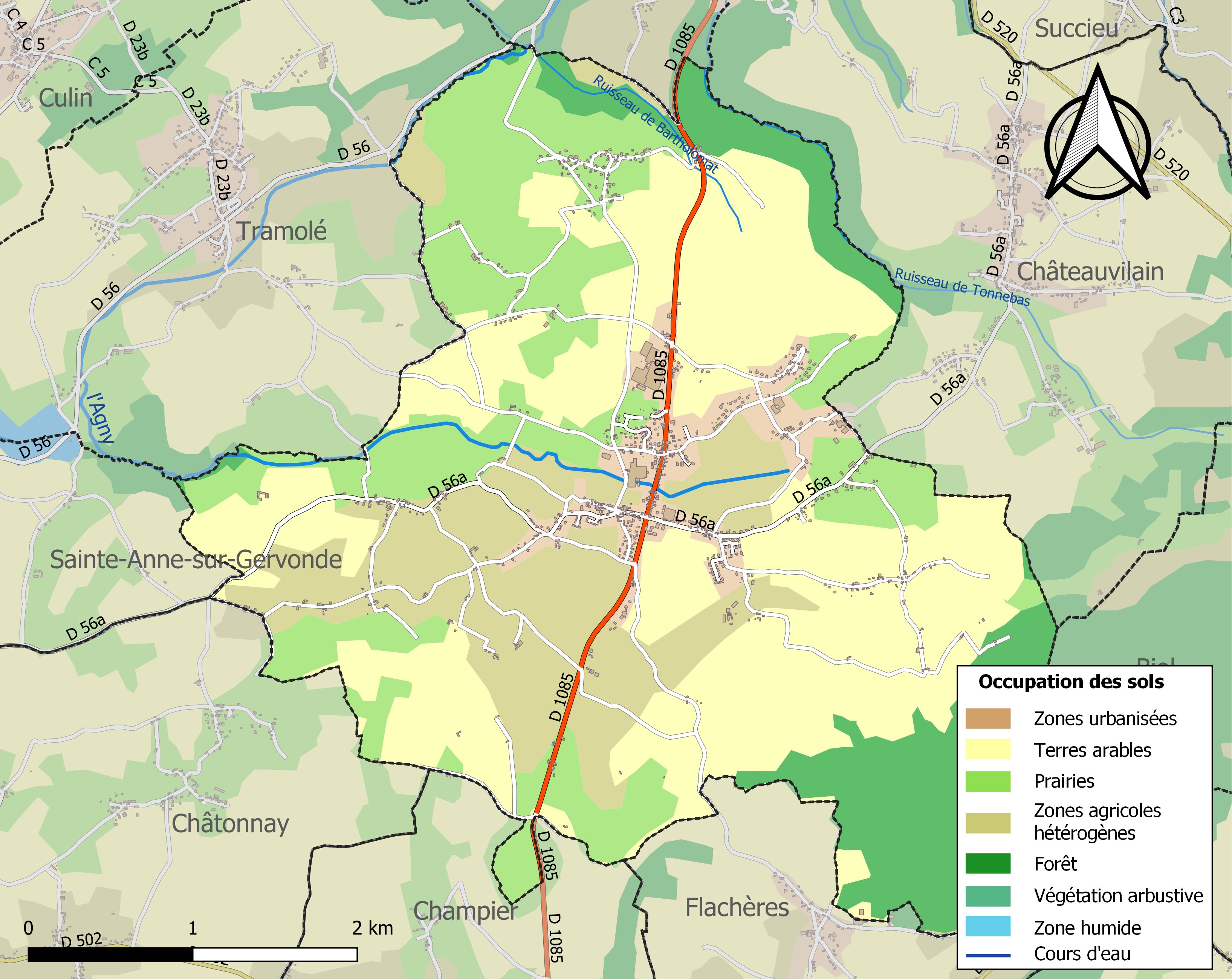
Carte des infrastructures et de l'occupation des sols de la commune en 2018 (CLC).

### Risques naturels et technologiques

#### Risques sismiques
L'ensemble du territoire de la nouvelle commune d'Eclose-Badinières est situé en zone de sismicité n°3, comme la plupart des communes de son secteur géographique.
| Type de zone | Niveau            | Définitions (bâtiment à risque normal) |
| ------------ | ----------------- | -------------------------------------- |
| Zone 3       | Sismicité modérée | accélération = 1,1 m/s2                |

## Histoire
Pour la période précédant la fusion, Il convient de se reporter aux articles consacrés aux anciennes communes concernées.
La commune est créée le 1er janvier 2015 par la fusion des deux communes Eclose et Badinières, sous le régime juridique des communes nouvelles instauré par la loi no 2010-1563 du 16 décembre 2010 de réforme des collectivités territoriales.

## Politique et administration

### Administration territoriale
La commune fait partie de l'arrondissement de La Tour-du-Pin et, depuis avril 2015, du canton de Bourgoin-Jallieu.

### Administration municipale
En attendant les élections municipales de 2020, le conseil municipal est composé des conseillers des deux anciennes communes. André Ziercher, ancien maire d'Eclose est élu maire le 12 janvier 2015. Il est prévu qu'à mi-mandat, il laisse sa place à l'ancien maire de Badinières, Alain Berger.

### Liste des maires
| Période         | Période  | Identité       | Étiquette | Qualité                    |
| --------------- | -------- | -------------- | --------- | -------------------------- |
| 12 janvier 2015 | 2020     | André Ziercher | SE        | Retraité de l'enseignement |
| 2020            | En cours | Alain Berger   |           |                            |

### Intercommunalité
La commune fait partie de la communauté d'agglomération Porte de l'Isère.

## Population et société

### Démographie
| Nom            | Code Insee | Intercommunalité    | Superficie (km2) | Population (dernière pop. légale) | Densité (hab./km2) |
| -------------- | ---------- | ------------------- | ---------------- | --------------------------------- | ------------------ |
| Eclose (siège) | 38152      | CA Porte de l'Isère | 10,29            | 1 320 (2013)                      | 128                |
| Badinières     | 38024      | CA Porte de l'Isère | 5,99             | 610 (2012)                        | 102                |

### Enseignement
La commune est rattachée à l'académie de Grenoble (Zone A).

### Médias
Historiquement, le quotidien à grand tirage Le Dauphiné libéré consacre, chaque jour, y compris le dimanche, dans son édition du Nord-Isère, un ou plusieurs articles à l'actualité du canton, de la communauté de communes, ainsi que des informations sur les éventuelles manifestations locales, les travaux routiers, et autres événements divers à caractère local.

## Culture locale et patrimoine

### Lieux et monuments

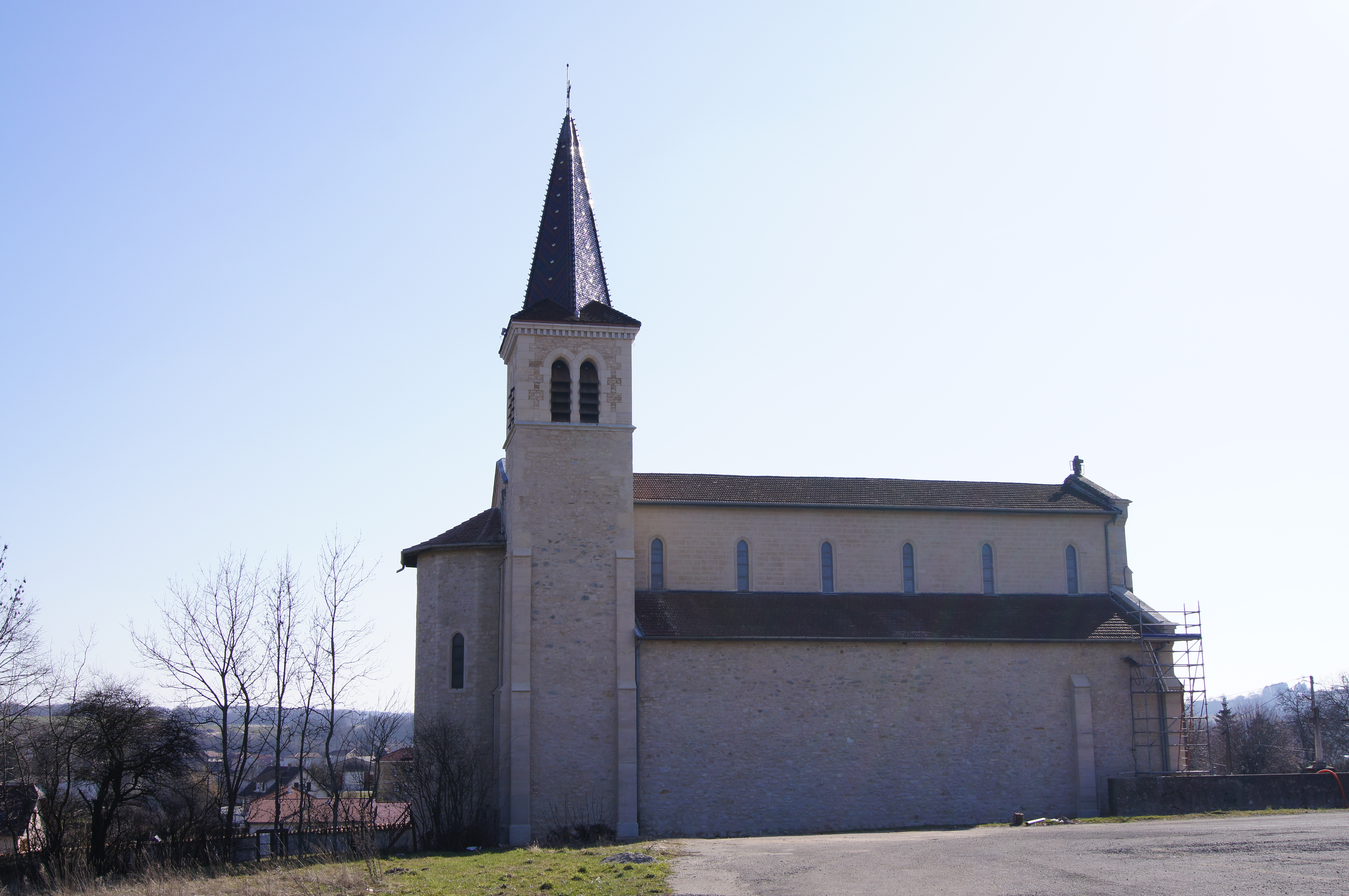
L'église Saint-Augustin après rénovation en 2011.

- L'église paroissiale Saint-Augustin, du XIXe siècle, est situé à Badinières au hameau des Trouillères. Celle-ci a été rénovée récemment (achevée en 1862 et son clocher, en 1867, En 1888, une flèche octogonale en tuf est ajoutée[17]).

### Héraldique
| Blason de Eclose-Badinières | Blason  | Écartelé de gueules et d'argent, à la rivière d'azur posée en barre, brochant en s'élargissant du chef vers la pointe ; à la foi de carnation, la main de dextre posée en bande et mouvant de l'angle du chef et celle de senestre du flanc ; à l'inscription « 2015 » en lettres de sable brochant en pointe sur la partition. |
| Blason de Eclose-Badinières | Détails | Cette commune est née le 1er janvier 2015 de la fusion des communes d'Eclose et de Badinières. Le statut officiel du blason reste à déterminer. |